# 尚布雷西
尚布雷西（法語：Chambrecy）是法国马恩省的一个市镇，属于兰斯区（Reims）塔尔当瓦地区维尔县（Ville-en-Tardenois）。该市镇总面积6.12平方公里，2009年时的人口为142人。

## 人口
尚布雷西人口变化图示